# Biuro Szyfrów
Het Biuro Szyfrów was de Poolse cryptologische dienst in het interbellum tussen de Eerste Wereldoorlog en de Tweede Wereldoorlog. Het werd officieel opgericht in 1931 in een poging de radio-inlichtingen en inlichtingendienst van de Poolse Generale staf te combineren. De cryptologische successen die de codebrekers tijdens de Pools-Russische Oorlog (1919-1921) boekten worden echter ook onder de noemer Biuro Szyfrów geschaard. Vanaf 1931 werd de dienst als volgt ingedeeld:
- BS.1 Poolse cryptografie
- BS.2 Radio inlichtingen
- BS.3 Russische versleutelingen
- BS.4 Duitse versleutelingen

waarbij de twee laatstgenoemde afdelingen ook verantwoordelijk waren voor contra-spionage en radio-onderscheppingen in de doellanden.
De Lacida-codeermachine is een van de vindingen van de afdeling BS.1.
De dienst is ook befaamd voor zijn aandeel in het breken van de Enigma-code.

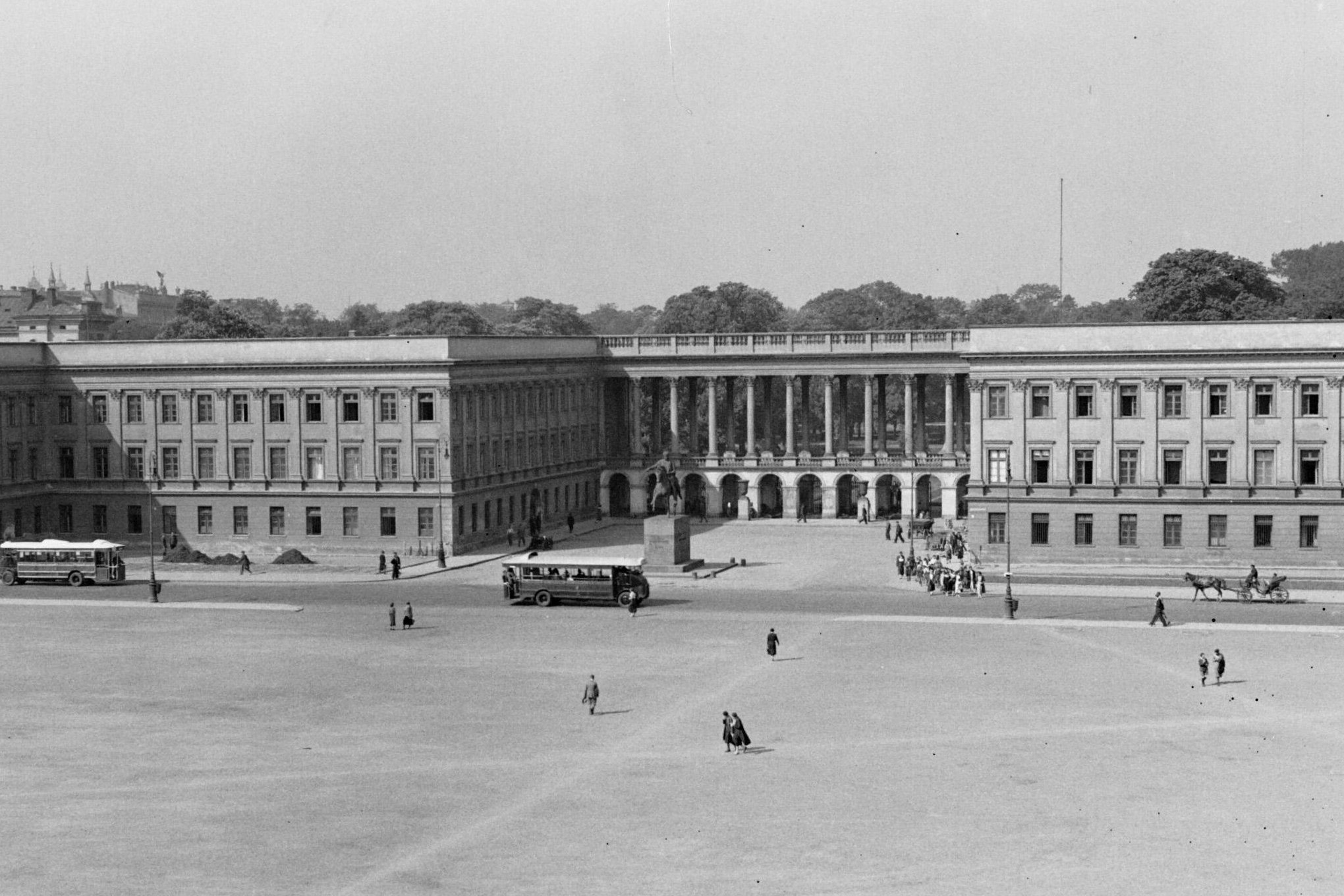
Het Saksische Paleis in Warschau in 1934, een van de kantoren van Biuro Szyfrów